# BA CityFlyer

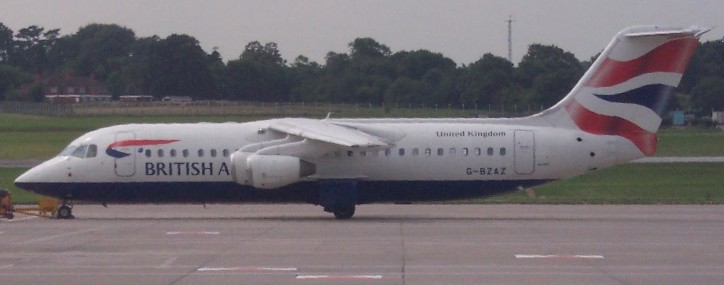
BA CityFlyer RJ100

BA CityFlyer is een volledige dochtermaatschappij van British Airways die is gevestigd in Manchester, Verenigd Koninkrijk. De luchtvaartmaatschappij vliegt vanaf haar hub Luchthaven Londen City naar binnen- en buitenlandse bestemmingen. BA CityFlyer kreeg de Air Operators Certificate op 8 februari 2007 en begon met haar vluchten op 25 maart 2007.

## Vloot
De vloot van BA CityFlyer bestaat uit de volgende vliegtuigen (juni 2016):
| Vliegtuig       | In dienst | Bestellingen | Passagiers | Opmerkingen                 |
| --------------- | --------- | ------------ | ---------- | --------------------------- |
| Embraer E-190SR | 13        | 2            | 98         | Optie voor 1 extra toestel. |
| Totaal          | 13        |              |            |                             |

## Statistieken
BA CityFlyer vervoerde meer dan 2,7 miljoen reizigers in 2018.
| 2008                              | 713.670   | 15.687 | 43,9% |       |
| 2009                              | 699.670   | 14.197 | 49,0% | 2,0%  |
| 2010                              | 798.523   | 14.330 | 66,0% | 14,1% |
| 2011                              | 1.125.758 | 19.099 | 68,0% | 41,0% |
| 2012                              | 1.184.810 | 21.745 | 65,2% | 5,2%  |
| 2013                              | 1.371.993 | 23.893 | 69,3% | 15,8% |
| 2014                              | 1.710.920 | 29.326 | 71,0% | 24,7% |
| 2015                              | 1.933.155 | 32.805 | 72,0% | 13,0% |
| 2016                              | 2.192.847 | 36.351 | 72,8% | 13,4% |
| 2017                              | 2.379.942 | 37.143 | 73,5% | 8,5%  |
| 2018                              | 2.697.956 | 41.068 | 75,3% | 13,4% |
| Bron: UK Civil Aviation Authority |           |        |       |       |